# Janka Kupala
Janka Kupala (hviderussisk: Янка Купала) , født 7. juli 1882 i Vjazynka, Minsk guvernement, Det Russiske Kejserrige, død 28. juni 1942, Moskva, Sovjetunionen) pseudonym for Ivan Daminikavitj Lutsevitj (hviderussisk: Іван Дамінікавіч Луцэвіч), var en hviderussisk forfatter, der sammen med Jakub Kolas formede det moderne hviderussiske litteratursprog. Kupala betragtes som en af de mest betydningsfulde hviderussiske digtere.
Kupala blev født i Vjazynka udenfor Minsk. Hans familie tilhørte szlachta, den gamle adelsklasse i landet, men hans forældre arbejdede som landarbejdere. Kupala afsluttede sin uddannelse i 1898, og efter at faren døde i 1902 tog han flere kortvarige job.
Janka Kupala fuldførte sit første digt, polske "Ziarno", i 1903-04. Han skrev sit første digt på hviderussisk, "Мая доля" i 1904. Året efter udgav han sit første digt, "Мужык" ('Bonde'). Efter dette blev flere af hans digte udgivet i hviderussiske aviser. Som digter var han påvirket af hviderussisk folkedigtning og levesæt. Fra 1905 skrev han lyrisk-episke digte og digte om bønder i landet og deres frihedslængsel. 
I 1908 flyttede Kupala fra Hviderusland til Vilnius i Litauen. Her udgav han sin første digtsamling, Жалейка ('Den lille fløjte'). Bogen vakte harme hos zar-styret, som opfattede den som oprørsk. Året efter blev også et nyt oplag af bogen konfiskeret af de lokale myndigheder. I 1909 flyttede Kupala til Sankt Petersborg, hvor han udgav flere værker, før han tog tilbage til Vilnius i 1913.
Han støttede den russiske revolution i 1917, og skrev efter dette også om temaer som industrialisering og kollektivisering. Han tog sig af flere oversættelser, han oversatte blandt andet "Internationale" til hviderussisk. Kupala havde problemer med at tilpasse sig den kulturelle ensretning under Stalin, og blev ugleset som for nationalistisk i sin digtning. I 1930'erne beklagede han dette offentligt.
I 1928 blev Kupala medlem af det hviderussiske og ukrainske videnskabsakademi. I 1941 blev han tildelt Leninordenen for digtsamlingen Ад сэрца (1940).
Da Nazi-Tyskland okkuperede Hviderusland i 1941 flygtede han til Moskva og senere til Tatarstan. Der skrev han digte til støtte for hviderussiske patrioter som kæmpede mod okkupanterne. I 1942 døde han i Moskva, efter et fald ned af en trappe.
Kupalas enke grundlagde et museum over ham i Minsk hvor mange af hans værker er samlet. Byen Hrodna opkaldte i 1978 et universitet efter ham, Janka Kupala Statsuniversitet.

## Værkliste
(udvalg)
- Sjalejka 1908 (digtsamling)
- Gusljar 1910 (digtsamling)
- Advetsjnaja pesnja 1910 (digt)
- Pavlinka 1912 (skuespil)
- Sjljakham sjyzzja 1913 (digtsamling)
- Son na kurgane 1913 (digt)
- Raskidanaje gnjasdo 1913 (skuespil)

1. ↑  Navnet er anført på bokmål og stammer fra Wikidata hvor navnet endnu ikke findes på dansk.
2. 1 2  Navnet er anført på engelsk og stammer fra Wikidata hvor navnet endnu ikke findes på dansk.
3. ↑  Navnet er anført på engelsk og stammer fra Wikidata hvor navnet endnu ikke findes på dansk.
4. ↑  Navnet er anført på slovensk og stammer fra Wikidata hvor navnet endnu ikke findes på dansk.
5. ↑  Navnet er anført på russisk og stammer fra Wikidata hvor navnet endnu ikke findes på dansk.
6. ↑  Navnet er anført på engelsk og stammer fra Wikidata hvor navnet endnu ikke findes på dansk.
7. ↑  Navnet er anført på svensk og stammer fra Wikidata hvor navnet endnu ikke findes på dansk.
8. ↑  Navnet er anført på engelsk og stammer fra Wikidata hvor navnet endnu ikke findes på dansk.